# Argyranthemum haouarytheum
Argyranthemum haouarytheum es una especie de planta herbácea perteneciente a la familia de las asteráceas, originaria de las Islas Canarias. 

## Descripción
Argyranthemum haouarytheum  es un endemismo de la isla de La Palma. Pertenece al grupo de especies cuyas cipselas exteriores son aladas y que poseen un vilano coroniforme, caracterizándose por sus hojas bipinnatisectas, que poseen 6-14 lóbulos primarios, lanceolados. Sus inflorescencias son corimbosas. Se conoce según Bramwell como "pampillo o bainena".

## Taxonomía
Argyranthemum haouarytheum fue descrito por Humphries & Bramwell y publicado en Bull. Brit. Mus. (Nat. Hist.), Bot. 5(4): 192. 1976
Etimología
Argyranthemum: nombre genérico que procede del griego argyros, que significa "plateado" y anthemom, que significa "planta de flor", aludiendo a sus flores radiantes pálidas.
haouarytheum: epíteto  dedicada a los "Haouarythes", antiguos habitantes de La Palma. 